# Joseph Yobo
Joseph Michael Yobo (Kono, 6 de setembro de 1980) é um ex-futebolista nigeriano que atuava como zagueiro.

## Carreira
Yobo representou o elenco da Seleção Nigeriana de Futebol no Campeonato Africano das Nações de 2013.

## Títulos
Nigéria
- Campeonato Africano das Nações: 2013

### Prêmios individuais
- IFFHS MEN’S ALL TIME NIGERIA DREAM TEAM[2]